# إلياس بوكريا
 إلياس بوكريا  (1981 الجزائر) هو لاعب كرة قدم جزائري.

## روابط خارجية
- إلياس بوكريا على موقع الاتحاد الدولي (مؤرشف)  (الإنجليزية)
- إلياس بوكريا على موقع قاعدة بيانات كرة القدم.إي يو (الإنجليزية)